# Moor-Aschenkraut
Das Moor-Greiskraut oder Moor-Aschenkraut (Tephroseris palustris (L.) Fourr., Syn.: Cineraria congesta R.Br., Senecio congestus (R.Br.) DC.,  Senecio palustris (L.) DC., Senecio tubicaulis Mansf.,  Senecio arcticus Ruprecht) ist eine Pflanzenart aus der Gattung der Aschenkräuter (Tephroseris) und wurde früher zu den Greiskräutern (Senecio) gestellt.

## Beschreibung
Das Moor-Greiskraut ist eine meist ein- bis zwei-, selten mehrjährige krautige Pflanze, die Wuchshöhen zwischen 15 und 120 cm erreicht. Ihre gelbgrünen Stängel sind klebrig, zottig, dick, hohl und dicht beblättert. Die basalen Laubblätter sind gezähnt. Die ungeteilten, ungestielten, fleischigen Stängelblätter sind lanzettlich und umfassen den Stängel halb.
Mehrere körbchenförmigen Teilblütenstände sind zu einem Blütenstand zusammengefasst. Die Blütenkörbchen haben einen Durchmesser von 12 bis 20 mm und enthalten (zwölf bis) über 21 zygomorphe Zungenblüten und 30 bis 50 radiärsymmetrische Röhrenblüten. Alle Blüten sind zwittrig, goldgelb und enthalten fünf Staubblätter. Die Zungenblüten sind meist 4 bis 12 mm lang und mit fünf Kronzipfeln versehen. Die Röhrenblüten sind meist 3,5 bis 8 mm lang mit einem Durchmesser von 0,5 bis 1,5 mm und haben zwei bis drei Kronzipfel. Die Bestäubung erfolgt durch Insekten. Die Blütezeit reicht von Mai bis September. Die braune Achäne ist  2 bis 3 mm lang, 0,3 bis 0,4 mm breit und besitzt einen weißen bis schmutzigweißen Pappus, der aus einer Reihe Haaren besteht.
Die Chromosomenzahl beträgt 2n = 48.

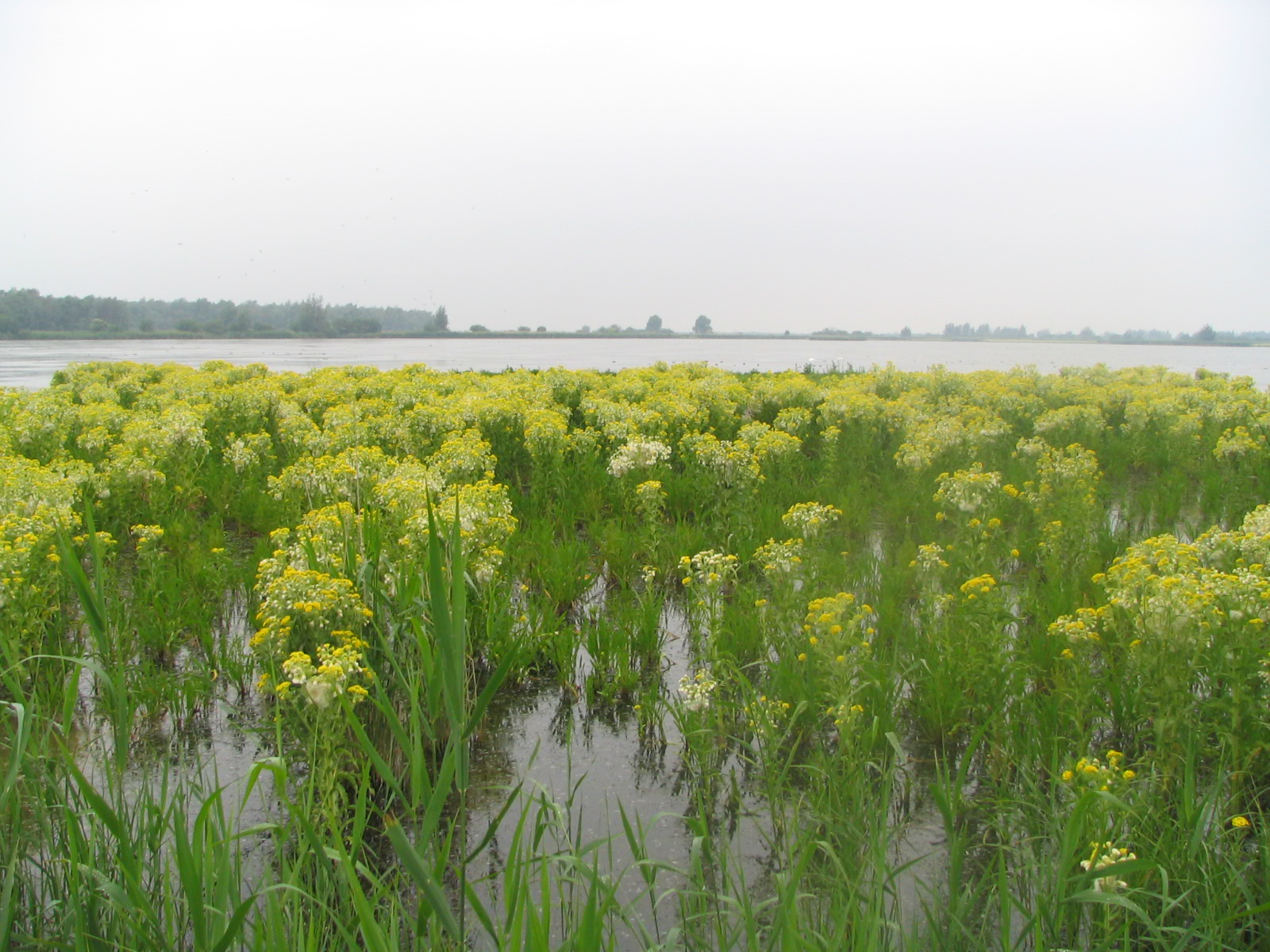
Moor-Greiskraut (Tephroseris palustris)

## Vorkommen
Diese Art hat eine holarktische Verbreitung. Sie kommt sowohl in Nordamerika als auch in Eurasien vor. Ihr Verbreitungsgebiet umfasst Alaska, Kanada und die nördlichen Vereinigten Staaten, Sibirien, das Fernöstliche Russland, Kasachstan, das europäische Russland, Weißrussland, die Ukraine, das Baltikum, Schweden, Dänemark, Frankreich, Belgien, die Niederlande, Deutschland, Tschechien, Polen und Rumänien.
Sie kommt im Norden Deutschlands zerstreut, im Westen sowie in Sachsen-Anhalt und Sachsen selten vor.
Der Lebensraum dieser Art sind nasse Moorwiesen, Ufer, Gräben, Teichränder und Küsten. Es können Uferzonen mit Süßwasser als auch Brackwasser sein. Sie gedeiht in Höhenlagen zwischen 0 und 1000 m. Sie ist eine Charakterart des Senecionetum tubicaulis aus dem Verband Bidention.

## Nutzung
Die Blätter können roh als Salat oder gegart als Gemüse gegessen werden. Gelegentlich wird aus den Blättern durch Fermentation eine Art Sauerkraut hergestellt.